# Резолюция Совета Безопасности ООН 1252
Резолюция Совета Безопасности Организации Объединённых Наций 1252 (код — S/RES/1252), принятая 15 июля 1999 года, сославшись на предыдущие резолюции по Хорватии, включая резолюции 779 (1992), 981 (1995), 1147 (1998), 1183 (1998) и 1222 (1999), Совет уполномочил Миссию наблюдателей Организации Объединённых Наций в Превлаке (МНОП) продолжать наблюдение за демилитаризацией в районе полуострова Превлака в Хорватии до 15 января 2000 года.
Совет Безопасности приветствовал недавнее снятие ограничений на свободу передвижения ЮНМОП и улучшение сотрудничества со стороны Хорватии, но в то же время отметил давние нарушения режима демилитаризации и присутствие югославских и иногда хорватских сил. Он также отметил возобновление работы пунктов пересечения границы между Хорватией и Черногорией как важную меру укрепления доверия, которая привела к налаживанию гражданского движения в обоих направлениях.
Хорватию и Союзную Республику Югославию (Сербию и Черногорию) призвали полностью выполнить соглашение о нормализации отношений, прекратить нарушения режима демилитаризации, снизить напряженность и обеспечить свободу передвижения наблюдателям Организации Объединённых Наций. Генеральному секретарю Кофи Аннану было предложено представить к 15 октября 1999 года доклад о рекомендациях по мерам укрепления доверия между двумя сторонами. Наконец, Силы стабилизации, санкционированные Резолюцией 1088 (1996) и продленные Резолюцией 1247 (1999), должны были сотрудничать с ЮНМОП.